# OD Flip-Flop
OD Flip-Flop est un club slovène de volley-ball fondé en 1996 et basé à Grosuplje, évoluant pour la saison 2019-2020 en 1. DOL ženske.

## Effectifs

### Saison 2020-2021
| No                                    | Nom                                   | Date de naissance                     | Taille                         | Poids                          | Poste                          |
| ------------------------------------- | ------------------------------------- | ------------------------------------- | ------------------------------ | ------------------------------ | ------------------------------ |
| 1                                     | Neja Habjan                           | 22 janvier 2001                       | 165                            |                                | Libero                         |
| 3                                     | Karin Pavić                           | 24 octobre 2000                       | 178                            | 65                             | Réceptionneuse-attaquante      |
| 4                                     | Hana Koletnik                         | 2 octobre 2002                        | 176                            |                                | Centrale                       |
| 5                                     | Eva Kogelnik                          | 3 janvier 1998                        | 182                            |                                | Centrale                       |
| 6                                     | Klara Trunkelj                        | 20 septembre 1999                     | 177                            |                                | Passeuse                       |
| 7                                     | Taja Kobilca                          | 12 février 1999                       | 173                            |                                | Libero                         |
| 8                                     | Neja Strgar                           | 10 février 2001                       | 178                            |                                | Attaquante                     |
| 10                                    | Naja Kukman                           | 1er mars 2000                         | 183                            | 61                             | Attaquante                     |
| 11                                    | Anamarija Ahlin                       | 18 octobre 1997                       | 182                            |                                | Centrale                       |
| 12                                    | Ula Koletnik                          | 18 mai 2000                           | 175                            |                                | Passeuse                       |
| 13                                    | Tajda Lovšin                          | 7 octobre 1998                        | 172                            | 62                             | Réceptionneuse-attaquante      |
| 14                                    | Manca Lenart                          | 5 février 1998                        | 179                            | 60                             | Passeuse                       |
| 15                                    | Klavdija Čož                          | 27 décembre 1999                      | 185                            |                                | Centrale                       |
| 16                                    | Helena Mijoč                          | 24 mai 1997                           | 178                            | 60                             | Réceptionneuse-attaquante      |
| 17                                    | Anja Maček                            | 27 mars 1998                          | 180                            |                                |                                |
| 18                                    | Maša Pucelj                           | 24 janvier 2004                       | 179                            | 74                             | Réceptionneuse-attaquante      |
|                                       |                                       |                                       |                                |                                |                                |
| Encadrement technique                 | Encadrement technique                 |                                       | Légende                        | Légende                        | Légende                        |
| Entraîneur : Matija Slobodnik         | Entraîneur : Matija Slobodnik         | Entraîneur : Matija Slobodnik         | : Capitaine                    | : Capitaine                    | : Capitaine                    |
| Entraîneur(s) adjoint(s) : Rok Pucelj | Entraîneur(s) adjoint(s) : Rok Pucelj | Entraîneur(s) adjoint(s) : Rok Pucelj | : Joueuse blessée actuellement | : Joueuse blessée actuellement | : Joueuse blessée actuellement |